# Vampyressa pusilla
Vampyressa pusilla é uma espécie de morcego da família Phyllostomidae. Pode ser encontrada na Argentina, Brasil e Paraguai.

## Taxonomia
Foi a primeira espécie descrita para o gênero gênero, ainda no século XIX quando o naturalista alemão Johann Andreas Wagner descreveu a espécie com base em exemplares coletados no Brasil por Johann Natterer.